# 始兴站
始兴站，位于中华人民共和国广东省韶关市始兴县，是赣韶铁路上的火车站，于2014年9月30日启用营运，广州铁路集团管辖。

## 車站周邊
- 丹凤山公园
- 煌宫假日酒店
- 始兴汽车客运站
- 风度中学
- 始兴县司法局太平司法所
- 太平镇政府
- 盛鑫商务酒店
- 始兴县高峰小学

## 歷史
- 2009年10月26日动工。[3]
- 2014年9月30日通车启用。

## 外部連結
- 中国铁路客户服务中心（页面存档备份，存于）